# Alexandre Olliero

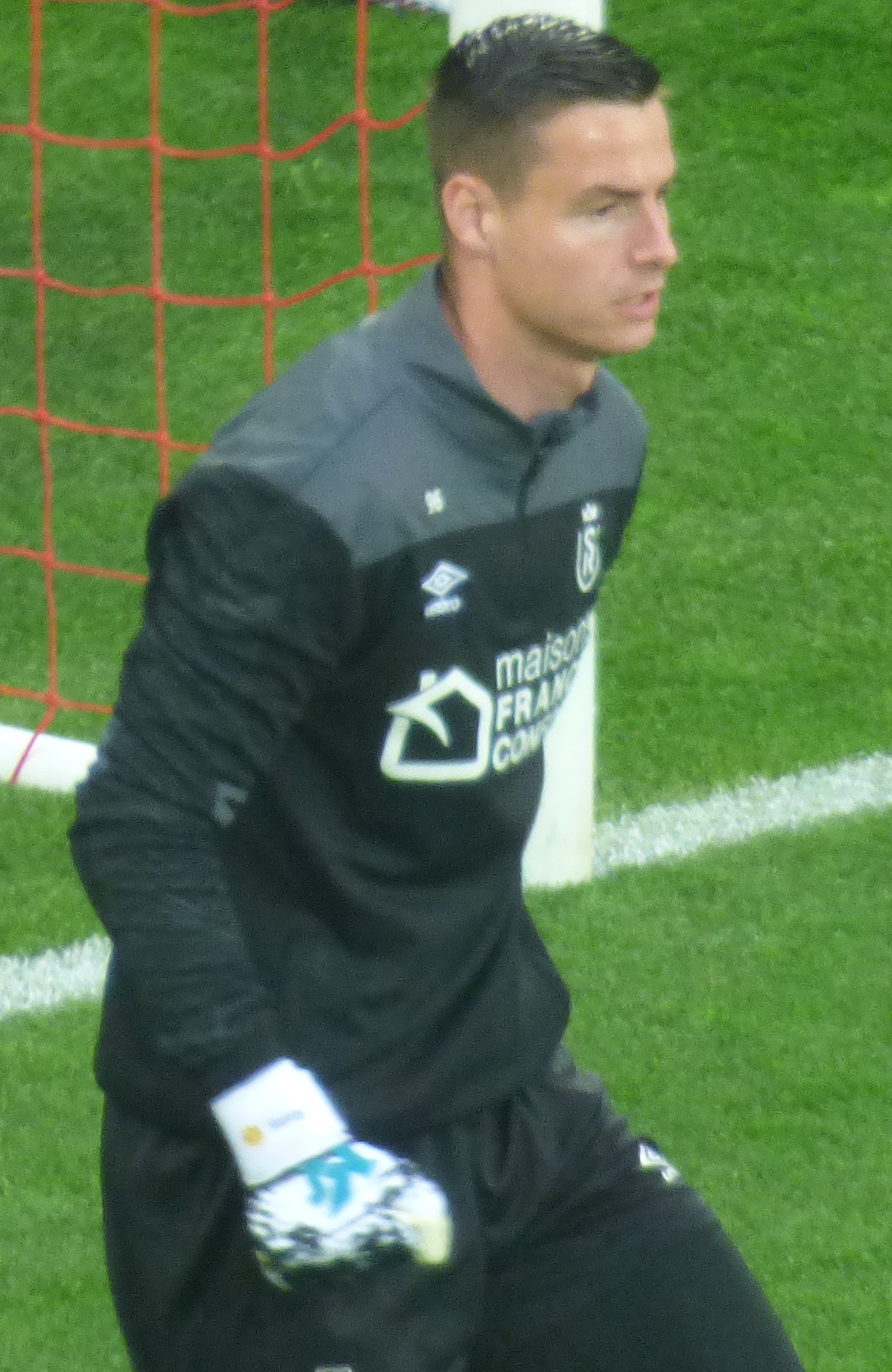
Alexandre Olliero während des Spiels RC Lens / Stade de Reims am 12. Mai 2023

Alexandre Olliero (* 15. Februar 1996 in La Rochelle) ist ein französischer Fußballtorwart, der aktuell bei Stade Reims in der Ligue 1 spielt.

## Karriere
Olliero begann seine fußballerische Ausbildung bei der ES La Rochelle im Jahr 2000. Nach 13 Jahren dort wechselte er in die Jugendabteilung des FC Nantes. 2014/15 kam er dort bereits zu vier Einsätzen in der viertklassigen zweiten Mannschaft. In der Saison 2015/16 spielte er dort 18 Mal und stand bereits das erste Mal im Spieltagskader der Profimannschaft. Die Spielzeit 2016/17 beendete er erneut als Stammtorhüter der Reserve und saß erneut einmal bei der ersten Mannschaft auf der Bank. Nachdem er weiterhin keine Einsatzminuten im Profiteam erhalten hatte, wurde er im Winter 2018 an den Zweitligisten Chamois Niort verliehen. Dort debütierte er Mitte Januar 2018 (20. Spieltag) im Profibereich bei einem 0:0-Unentschieden gegen die AS Nancy. Bis zum Saisonenende 2017/18 wurde er bei den Zweitligisten 14 Mal eingesetzt, wobei er zweimal ohne Gegentor blieb. Am letzten Spieltag der Saison 2018/19 stand er bei einer 0:1-Niederlage gegen Racing Straßburg auch in der Ligue 1 das erste Mal auf dem Platz, als er für Nantes debütierte. Dies blieb auch sein einziger Ligaeinsatz in dieser Spielzeit. Zur Spielzeit 2019/20 avancierte Olliero zum zweiten Torwart, spielte dennoch keine Ligaminute, kam aber in zwei Ligapokalspielen zum Einsatz.
Für die gesamte Saison 2020/21 wurde er daraufhin erneut in die Ligue 2 ausgeliehen und unterschrieb beim FC Pau. Hier war er absolut gesetzt und stand in 36 von 38 möglichen Saisonspielen zwischen den Pfosten, wobei er neunmal „zu Null“ spielte. Nach jener Spielzeit wurde er vom Verein fest verpflichtet. Auch 2021/22 war er gesetzt, konnte jedoch aufgrund eines Knöchelbruchs nur die ersten 22 Ligaspiele absolvieren. Bis Ende Januar spielte Olliero dann 20 weitere Zweitligaspiele für Pau.
Anschließend wechselte er am Deadline-Day zurück in die Ligue 1 zu Stade Reims.